# История почвоведения
История почвоведения — наука, изучающая процесс возникновения и развития почвоведения и знаний о почвах. Это раздел почвоведения, агрономии и истории науки, изучающий историю методов, идей, процесса познания и накопления знаний о почвах. История почвоведения является частью истории естествознания и входит в историю человеческой культуры.

## Зарождение знаний о почвах
Накопление эмпирических знаний о почве началось в конце мезолита, когда племена натуфийской культуры произвели первые попытки занятий земледелием.
Систематизация сведений была начата философами античности: Колумелла, Феофраста, Плиния Старшего, Лукреция Кара и других.
В Средние века производились описания земельных угодий с целью установления феодальных повинностей (например, «Писцовые книги» в России).

## Накопление знаний о почвах
В XVII—XIX веках выдвигались различные теории почвенного питания растений:
- 1629 — Я. Ван Гельмот, теория водного питания растений
- 1761 — Ю. Валлериус и А. Тэер, теория гумусного питания
- 1840 — Ю. Либих, теория минерального питания и возникновение агрохимии.

1763 — М. В. Ломоносов в работе «О слоях земных», где высказал идею о верхнем почвенном слое Земли и перегнойном происхождении «чернозёма» (гумуса в современном понимании).
С 1765 года Императорское Вольное экономическое общество к поощрению в России земледелия и домостроительства начало финансировать экспедиции и публиковать работы по описанию, картографированию изучению почв.
В Германии начало развиваться физическое и геологическое почвоведение (педология), по которому почва считалась верхней частью коры выветривания Земли.
Выдвигались новые теории по вопросу происхождения чернозёмов:
- И. А. Гюльденштедт — растительно-наземное происхождение;
- Р. И. Мурчисон — ледниковая, от размыва юрских глин;
- П. С. Паллас — приморская, болотная, от накопления ила;
- на месте лесных пожаров и другие.

## Становление почвоведения как науки

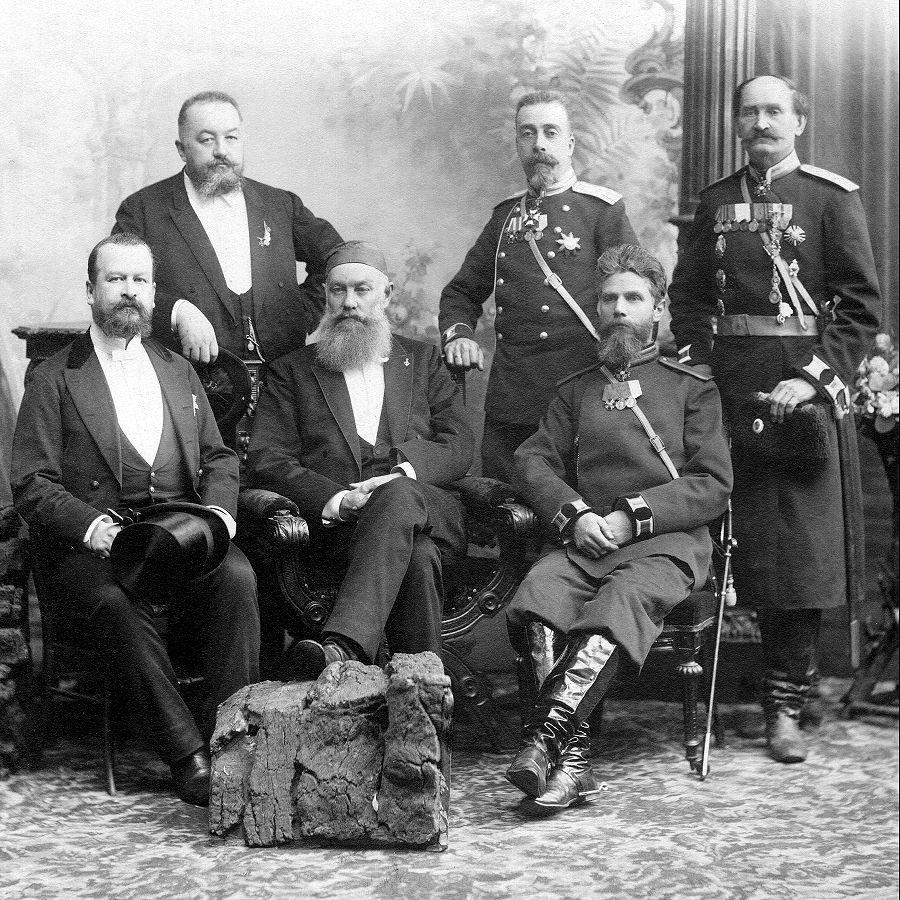
В. В. Докучаев

Возникновение современного генетического (то есть уделяющего основное внимание генезису или почвообразованию) почвоведения связано с именем профессора минералогии Василия Васильевича Докучаева, который впервые установил, что почвы имеют чёткие морфологические признаки, позволяющие различать их, а географическое распространение почв на поверхности Земли так же закономерно, как это свойственно природным зонам.
В 1883 году в монографии «Русский чернозём» В. В. Докучаев впервые выделил почву как объект исследования (самостоятельное природное тело сформированное «факторами почвообразования»), который необходимо изучать собственными методами.
В одной из последних работ В. В. Докучаев подытоживает разработанное им определение того, что почва «есть функция (результат) от материнской породы (грунта), климата и организмов, помноженная на время».

## Развитие почвоведения
Развитие научного почвоведения связано с работами учеников В. В. Докучаева и их последователями.
Большую роль в развитии агрономического почвоведения сыграл профессор П. А. Костычев, одно время он был оппонентом В. В. Докучаева.
Ученик Докучаева Н. М. Сибирцев создал первый учебник по генетическому почвоведению, Опубликованный в 1899 году.
Международное признание докучаевской школы почвоведения пришло благодаря изданию учебника почвоведения на немецком языке академика К. Д. Глинки и его участию на первых международных встречах почвоведов в Венгрии и США.

## Организация почвоведения
В России и СССР после 1917 года и до конца 1930-х годов почвоведение организационно было связано с геологией и природными ресурсами. Почвенный музей входил в почвенный отдел Комиссии по изучению естественных производительных сил Академии наук. Почвенный институт с 1927 года был в Отделении геологии АН СССР, в 1938 года его перевели в Отделение биологии. Одним из основателей института был ученик В. В. Докучаева, академик Левинсон-Лессинг (1861—1939) — основатель русской петрографической школы, первый руководитель института и комиссии при Геологическом комитете для совместных исследований почв с геологами — четвертичниками.

### Международные съезды почвоведов
Международные съезды почвоведов начали проводиться в рамках Международных геологических конгрессов (МГК), затем на съездах агрогеологов и педологов. Их современное название — Международные конгрессы по почвоведению (World Congress of Soil Science (WCSS)).
Достижения русской почвенной школы, созданной В. В. Докучаевым, были восприняты за рубежом после публикаций его учеников на иностранных языках (главным образом Н. М. Сибирцева,
К. Д. Глинки и В. К. Агафонова) и участия наших почвоведов на международных выставках, геологических конгрессах и международных съездах агрогеологов, педологов и почвоведов.
В списке указаны — Год, место проведения, название, количество делегатов:
- 1909  Будапешт — 1 Международный съезд агрогеологов, 86
- 1910  Стокгольм — 2 Международный съезд агрогеологов, 170 (Совместно с 11 сессией МГК)
- 1922  Прага — 3 Международный съезд педологов, 50
- 1924  Рим — 4 Международный съезд педологов, 463.[7]
- 1926  Москва — 1 Всесоюзный съезд почвоведов
- 1927  Вашингтон — 1 Международный съезд почвоведов[8], 230
- 1930  Ленинград — 2 Международный съезд почвоведов, 266
- 1935  Оксфорд — 3 Международный съезд почвоведов, 154
- 1950  Амстердам — 4 Международный конгресс по почвоведению, 283
- 1954  Леопольдвиль — 5 Международный конгресс по почвоведению, 176
- 1956  Париж — 6 Международный конгресс по почвоведению, 399
- 1960  Мадисон — 7 Международный конгресс по почвоведению, 322
- 1964  Бухарест — 8 Международный конгресс по почвоведению, 498
- 1968  Аделаида — 9 Международный конгресс по почвоведению, 310
- 1974  Москва — 10 Международный конгресс по почвоведению, 395
- 1978  Альберта — 11 Международный конгресс по почвоведению, 411
- 1982  Нью-Дели — 12 Международный конгресс по почвоведению, 467
- 1986  ФРГ Гамбург — 13 Международный конгресс по почвоведению, 1013
- 1990  Киото — 14 Международный конгресс по почвоведению, 1056
- 1994  Акапулько — 15 Международный конгресс по почвоведению, 1570
- 1998  Монпелье — 16 Международный конгресс по почвоведению, 2069
- 2002  Бангкок — 17 Международный конгресс по почвоведению
- 2006  Филадельфия — 18 Международный конгресс по почвоведению
- 2010  Брисбен — 19 Международный конгресс по почвоведению
- 2014  Чеджу — 20 Международный конгресс по почвоведению
- 2018  Бразилия — 21 Международный конгресс по почвоведению
- 2022  Глазго— Международный конгресс по почвоведению
- [уточнить]

### Всесоюзные съезды почвоведов
- 1926 — Москва
- 1966 — Тарту
- 1989 — Новосибирск

## Известные историки почвоведения
Категория:Историки почвоведения
- Агафонов, Валериан Константинович
- Глинка, Константин Дмитриевич
- Добровольский, Глеб Всеволодович
- Зонн, Сергей Владимирович
- Иванов, Игорь Васильевич
- Крупеников, Игорь Аркадьевич
- Отоцкий, Павел Владимирович
- Полынов, Борис Борисович